# Idemitsu Kōsan
Idemitsu Kōsan K.K. (japanisch 出光興産株式会社, ~ Kabushiki-gaisha) ist ein japanisches Erdöl- und Energieunternehmen. Nach Nippon Oil ist es Japans zweitgrößter Betreiber von Erdölraffinerien.

## Geschichte
Das Unternehmen wurde 1911 von Idemitsu Sazō als Handelsgesellschaft für Petroleumprodukte gegründet. Er prägte das Unternehmen als Präsident bis 1966 maßgeblich. 1957 wurde in Tokuyama die erste Raffinerie fertiggestellt und 1962 wurde mit der Nisshō Maru der damals weltgrößte Öltanker in Dienst gestellt.
Im Juli 2015 verpflichtete sich Idemitsu Kōsan, 33 % der Anteile von Shōwa Shell aufzukaufen. Außerdem wurde eine nichtbindende Vereinbarung unterschrieben, sich zusammenzuschließen. Die Gründerfamilie Idemitsu erwarb 2016 Anteile an Shōwa Shell, um eine Übernahme zu verhindern.
Im Oktober 2023 gab Idemitsu bekannt, für Toyota Festkörperbatterien zu entwickeln und 2027 bis 2028 in Serie herzustellen.

## Geschäftsfelder

### Raffinerien
- Raffinerie Hokkaidō in Tomakomai
- Raffinerie Chiba in Ichihara
- Raffinerie Aichi in Chita
- Raffinerie Nghi Sơn (Vietnam), Joint Venture

Ehemalige:
- Raffinerie Tokuyama in Shūnan (nur noch Petrochemie)
- Raffinerie Hyōgo (nur noch Tanklager)